# Esker de Pispala
L'esker de Pispala (en finnois : Pispalanharju) est un esker à Tampere en Finlande.

## Présentation
Pispalanharju est un esker situé entre les lacs Pyhäjärvi et Näsijärvi, dans la partie ouest de Tampere. 
Formé pendant la période glaciaire, Pispalanharju fait partie d'une chaîne de crêtes qui traverse la ville de Tampere. Il situé entre l'esker d'Epilä et l'esker de Pyynikki.